# فيض جسيمات
فيض جسيمات في فيزياء الجسيمات (بالإنجليزية: particle beam)‏ هو شعاع من الجسيمات المشحونة المسرعة بواسطة معجل جسيمات أو النيوترونات، ويتحرك الفيض بسرعة مقاربة من سرعة الضوء. ويُعَجَّل فيض الجسيمات المشحونة بواسطة مغناطيسات وتُرَكَّز بواسطة لعدسات الإلكتروستاتيكية.
ويمكن تسريع جسيمات أولية مثل الإلكترونات والبوزيترونات والبروتونات إلى سرعات عالية وطاقة عالية بواسطة مسرعات تعطي الجسيمات طاقة حركة على دفعات متتالية، حتى قد تصل إلى سرعات تقدر بألف مليون إلكترون فولت أو فوق ذلك. كما يمكن توجيه الجسيمات المعجلة للاِصْطِدَام بجسيمات أخرى تكوّن هدفا ثابتا أو للاصتدام بجسيمات أخرى معجلة في اتجاه عكسي عن تقاطع فيضاهما.

## تعجيل الجسيمات
يمكن تسريع الجسيمت في معجلات الجسيمات وتوصيلها إلى سرعات عالية جدا، حيث تنجذب الجسيمات ذات الشحنة إلى الأمام بواسطة مجالات كهربائية ستاتيكية وتكون شحنتها بعكس شحنة الجسيمات (حيث تتجاذب الشحنات المتضادة). وتكون الأقطاب الحاملة للشحنة الكهربية الاستاتيكية في هيئة أقراص معدنية في وسطها ثقب، ويوزع عدد كبير من تلك الأقطاب على مسار الجسيمات. وعند انجذاب الجسيمات إلى أحد الأقطاب وتمر من ثقب القطب، عنذئذ تنعكس شحنة القطب فيعطي دفعة ثانية من الخلف للجسيمات حتى تصل إلى القطب التالي، وعليه تتكرر عملية التسريع. بذلك ينتقل فيض الجسيمات من قطب إلى قطب وفي كل مرة تكتسب الجسيمات سرعة جديدة فوق سرعتها حتى تصل إلى سرعتها النهائية المطلوبة (أنظر أيضا "معجل خطي").
ويكثر تواجد فيض الجسيمات ذات السرعات المتوسطة، مثل صمام الشعاع المهبطي في جهاز التلفزيون وشاشات الحواسيب الكبيرة حيث تستخدم فيض الإلكترونات في تشكيل الصورة. كما تستخدم بعض العلاجات الطبية تلك الأشعة في معالجة الأورام السرطانية.

## فيض الجسيمات كسلاح
ورغم أن استخدام فيض الجسيمات كسلاح معروفا في مجال السينما الخيالية، إلا أن وكالة مشاريع أبحاث الدفاع المتقدمة في أمريكا بدأت عملها بالنسبة إلى استخدام فيض الجسيمات كسلاح في عام 1958.

أي قبل ابتكار الليزر بسنتين.
وكان التصور أن يكون في إمكان فيض الجسيمات المستعمل عسكريا ضرب الهدف بسرعة قريبة من سرعة الضوء، أي يحمل الطيف طاقة حركة هائلة، تعمل عند اِصْطِدَامها بالهدف على تسخينه في وقت قصير مما يؤدي إلى تدميره من الخارج أو تصل إلى داخله وتدمره.
وحاليا يصعب تطبيق تلك الطريقة وتعاني تلك المشروعات من  خطر إلغائها، أو سيستغرق تطويرها بعض الوقت.
تتعدى الطاقة التي تحتاجها مثل تلك المعجلات  طاقة أي آلة من آلات الحرب الميدانية، ولذلك ليس من المحتمل تطبيق سلاح من هذا النوع في القريب. فقد تستخدم سلاح فيض الجسيمات في مواقع دفاعية في البلد نفسه أو في الفضاء، مثلما كان ذلك جزءا من «حرب النجوم»  ولكن مشكلة المصدر الكبير الذي  يعطي تلك الطاقة لا تزال محط التفكير.